# Frontera entre Arabia Saudita y Emiratos Árabes Unidos
La frontera entre Arabia Saudita y los Emiratos Árabes Unidos es una frontera de 457 km de longitud que separa los territorios de Arabia Saudita y los Emiratos Árabes Unidos.

## Trazado
Según el acuerdo de 1974, la frontera sigue cuatro segmentos rectilíneos: el primero parte del punto de unión entre las fronteras de los Emiratos Árabes Unidos/Omán y Arabia Saudita/Omán hacia el suroeste, dos largos hacia el oeste, después el noroeste, y un corto hacia el norte hasta el golfo Pérsico.
No obstante, según las reivindicaciones de las Emiratos, la frontera prosigue hacia el oeste, a lo largo del golfo Pérsico hasta el margen sur del Khawr al Udayd, frente al territorio de Catar.
La frontera es el límite oriental de la provincia saudita de  Ach-Charqiya y la frontera sur y sur oeste del emirato de Abu Dabi.

## Historia
Las zonas desérticas controladas por Ibn Saúd, que comprendería los territorios que se convirtieron en Arabia Saudita en 1932, y por los Estados de la Tregua, bajo protectorado británico desde 1892, entraron en contacto en los años 1920. Por el tratado de Jeddah de 1927, Ibn Saúd aceptó no amenazar las áreas bajo protección británica a cambio del reconocimiento de su control sobre el Hiyaz y el Néyed.
Después de la independencia de las Emiratos Árabes en 1971, el sultán emirati Zayed firmó con el rey saudita Fáisal un acuerdo fronterizo, el 21 de agosto de 1974. El trazado dejó los pueblos de la región del oasis de al-Breimi, fronteriza con Omán, y una gran parte del desierto de al-Zafra a los emiratos, mientras que Arabia Saudita obtuvo un acceso costero entre los territorios de Catar y del emirato de Abu Dabi, al sudeste de la bahía de Khawr al Udayd, y el control del yacimiento petrolero de Shaybah.
Éste se hizo público en 1995 durante su depósito en la Organización de las Naciones Unidas. Ratificado en 1993 por Arabia Saudita, no lo está por los Emiratos Árabes Unidos.

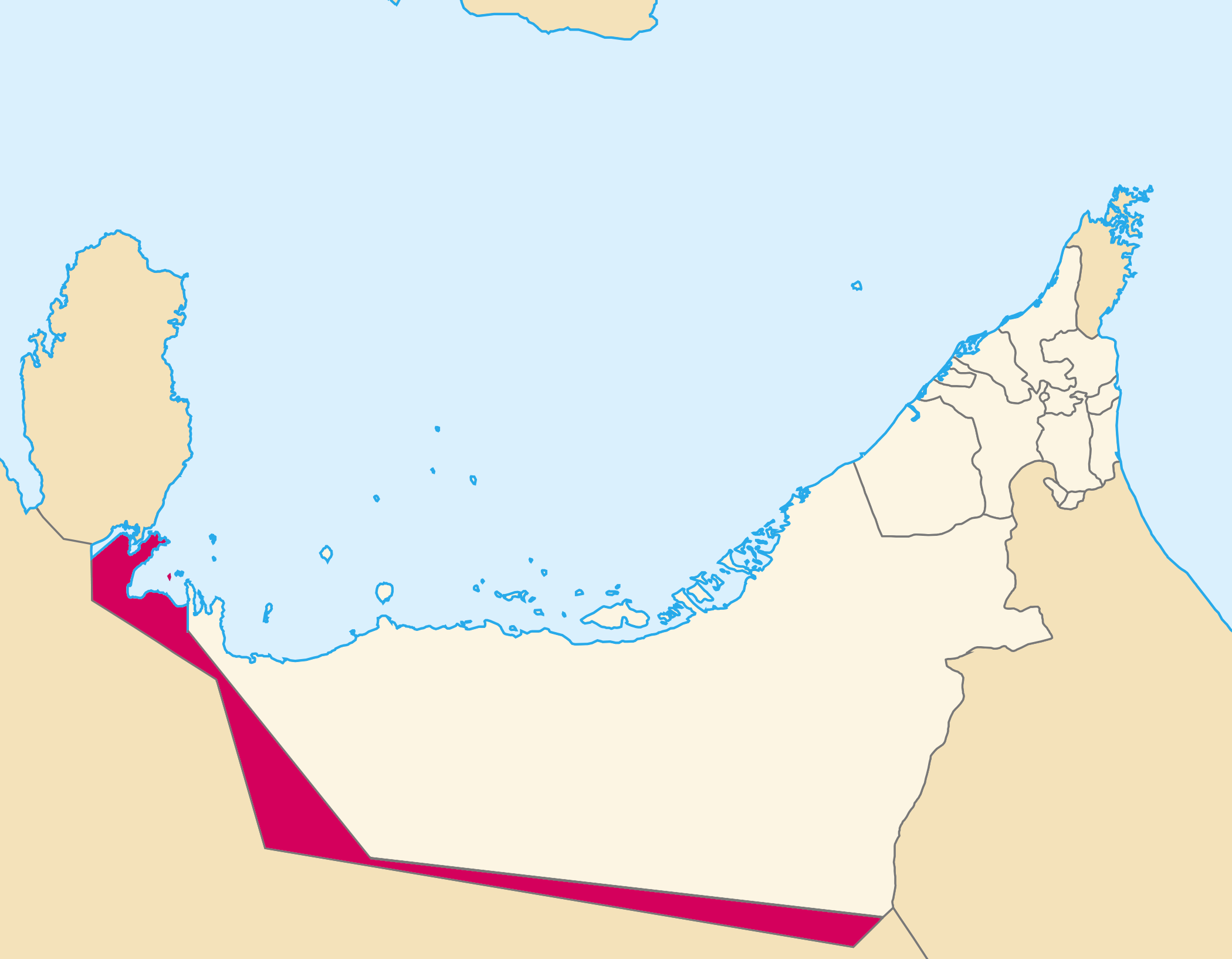
Mapa de los Emiratos Árabes Unidos que muestra la diferencia aproximada entre la frontera saudita antes y después del tratado de Jeddah de 1974.

En medio de los años 2000, después de la muerte del sultán Zayed, las autoridades emiratíes pusieron en tela de juicio el acuerdo de 1974. Los ministerios de ese país utilizan un mapa que extiende el territorio de la federación hasta la frontera terrestre de Catar. El trazado de 1974 y sus consecuencias marítimas impactaron, por ejemplo, el proyecto Dolphin Gas Project de gasoducto entre los Emiratos, Catar y Omán.